# Екатерининская церковь (Петрозаводск)

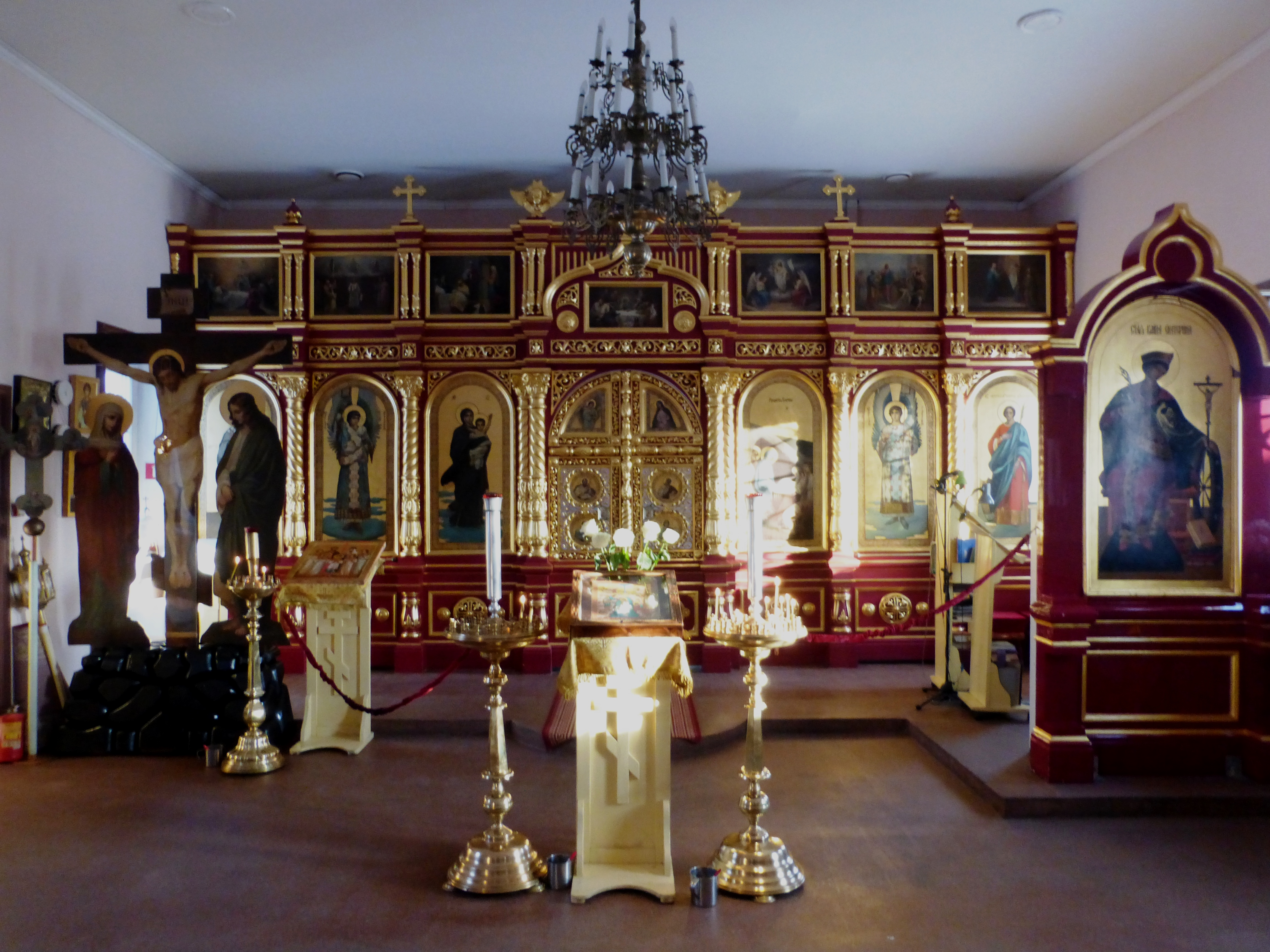
Внутреннее убранство храма (2019)

Екатерининская церковь (Церковь во имя святой великомученицы Екатерины) — православный храм, памятник архитектуры в Петрозаводске.
Расположен внутри ограды Неглинского кладбища на улице Вольной.

## Общие сведения
Деревянный храм с одной главой и колокольней. Представляет пример деревянного храма конца XIX века, выполненного в стиле провинциального классицизма с авторской переработкой типовых проектов того времени. Размер церкви в плане 24,5 × 8,8 м.
Здание состоит из 5-гранного в плане алтаря, квадратного храмового помещения, узких притвора и трапезной. Храмовый объём завершён вальмовой крышей с невысоким восьмериком и 8-гранным барабаном, поддерживающим луковичную главу. Над объёмом трапезной надстроена колоколня, представляющая собой восьмериковый сруб с шатровой кровлей и луковичной главкой.
Стены храма рублены из брёвен, главы храма и колокольни покрыты оцинкованным железом.
Имеет два придела — во имя святой великомученицы Екатерины и во имя святителя и чудотворца Николая, архиепископа Мирликийского.

## История

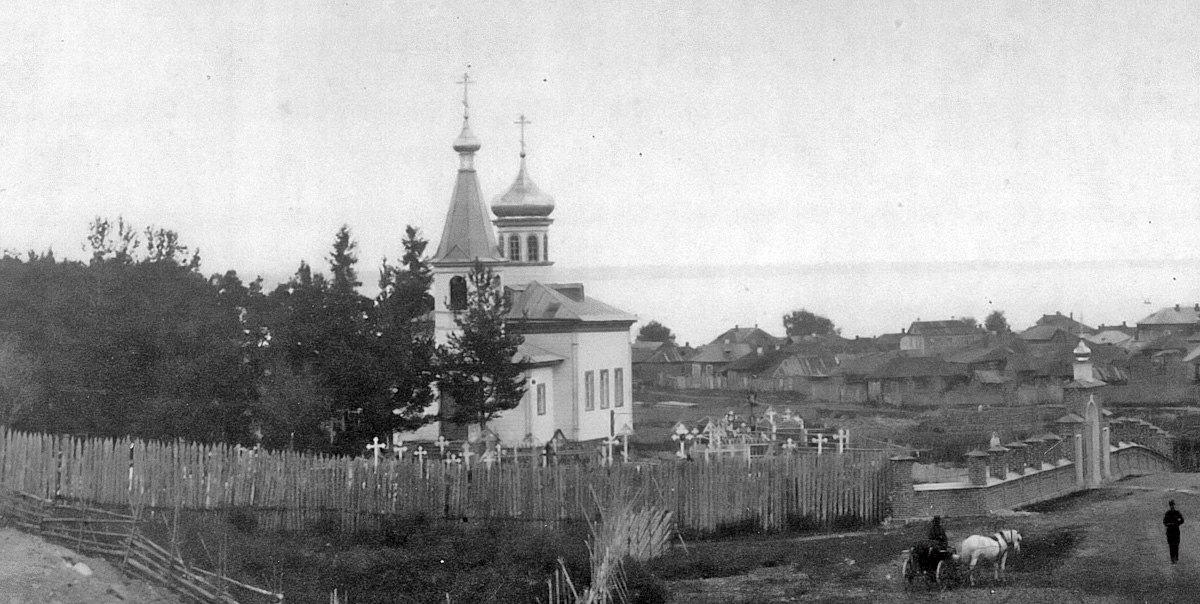
Церковь в начале XX века.

Храм строился в 1877—1878 годах на упразднённом старообрядческом кладбище в ознаменование 100-летнего юбилея возведения слободы Петровских заводов в ранг города императрицей Екатериной II.
Средства на строительство храма предоставили петрозаводские купцы Н. Ф. Пикин, М. А. Поспелов и мещанин Ф. Л. Чехонин. Владелец Соломенского лесозавода петербургский лесопромышленник и меценат И. Ф. Громов (почётный гражданин Петрозаводска) обеспечил строительство тёсом и пожертвовал для храма серебряную церковную утварь. Три тысячи рублей пожертвовал петрозаводский купец второй гильдии Егор Константинович Софушкин.
Церемония освящения храма состоялась 8 января 1878 года, освящен храм епископом Палладием.
Изначально храм был кладбищенским, приписным к Святодуховскому собору.
В 1910 году при церкви был открыт самостоятельный причт.
В 1909—1915 гг. стараниями и частично на средства церковного старосты Фёдора Васильевича Нестерова была окрашена церковь снаружи и внутри, произведён ремонт дорожных мостов рядом с церковью, Петрозаводской городской думой был выделен участок земли на месте упразднённого кладбища на Широкой улице под строительство новой каменной Екатерининской церкви, однако строительство церкви так и не началось в связи с началом Первой мировой войны и дальнейшими событиями революции 1917 года.
В 1930-е годы в церкви находилась кафедра епископа Петрозаводского и Олонецкого..
4 ноября 1937 года по необоснованному обвинению в контрреволюционной деятельности, решением Особой тройки НКВД Карельской АССР, были расстреляны — настоятель церкви священник Николай Степанович Надежин (Надежкин) (1875—1937), протоиерей Николай Иоаннович Богословский (1875—1937) и дьякон Павел Христофорович Молчанов (1881—1937). 25 марта 2004 года на заседании Священного Синода под председательством Патриарха Московского и всея Руси Алексия II протоиерей Николай Богословский был включен в Собор новомучеников и исповедников Церкви Русской от Петрозаводской епархии.
В 1941 году церковь была закрыта. 
В период финской оккупации Петрозаводска (1941—1944) с конца 1942 года церковь была открыта финскими властями для прихожан.
После окончания Великой Отечественной войны 5 июля 1945 года церковь вновь передана верующим.
В 2008—2010 годах проводились реставрационные работы.
В ночь на 13 мая 2012 года в храме произошёл пожар, значительно повредивший колокольню и здание. Иконы и другое имущество церкви было спасено.
После проведённого восстановительного ремонта, Екатерининская церковь вновь приняла прихожан 6 декабря 2013 года.

## Приписные храмы и часовни

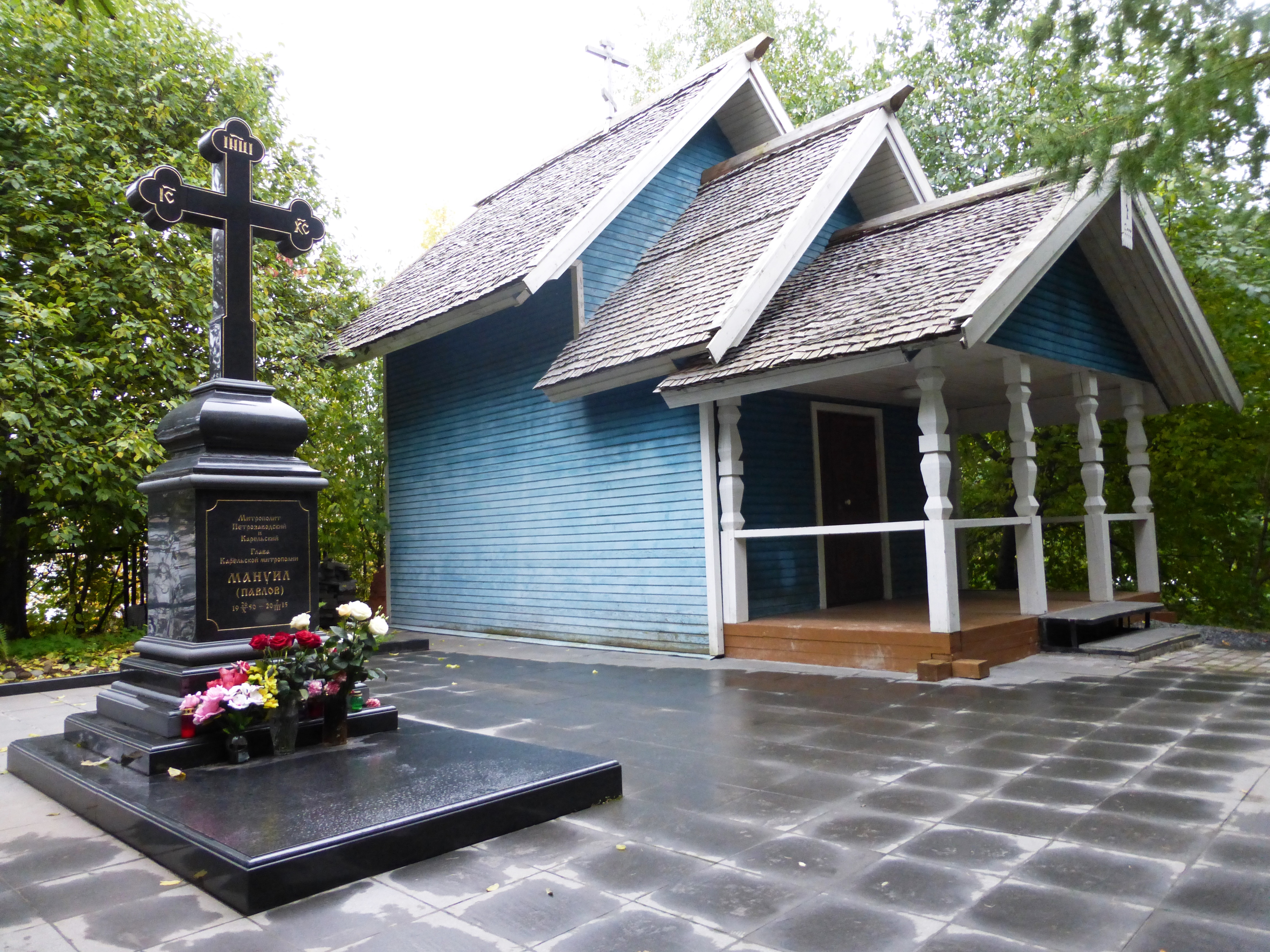
Часовня во имя Сергия Радонежского и могила митрополита Мануила (Павлова)

- Часовня во имя преподобного Сергия Радонежского. Построена в 2000 году по эскизу архитектора Е. Вахромеева рядом с Екатерининской церковью на Неглинском кладбище, на месте старой часовни, утраченной в 1920-х годах.
- Часовня во имя иконы Божией Матери Помощница в родах при Петрозаводском родильном доме им. К. А. Гуткина. Открыта в 1997 году, переустроена и заново освящена в 2000 году.
- Часовня во имя Тихвинской иконы Божией Матери при Петрозаводской городской детской больнице. Открыта в 2006 году.

## Внутреннее убранство храма
Иконостас храма с иконами — копиями икон Владимирского собора Киева — перенесён в середине XX века из недействующей церкви Рождества Христова в посёлке Вехручей Прионежского района.
Главные святыни храма: иконы во имя Божией Матери Всех скорбящих Радости, Владимирской, Тихвинской, «Троеручица», вмц. Екатерины, св. Николая Чудотворца, фрагменты святых мощей великомученицы Екатерины, преподобного Елисея Сумского.